# Кушаман
Кушама́н (каз. Күшаман) — село у складі Мойинкумського району Жамбильської області Казахстану. Адміністративний центр та єдиний населений пункт Кизилотауського сільського округу.
У радянські часи село називалося Совхоз імені Амангельди Акдала, Амангельди, Кизилотау.
Населення — 646 осіб (2021; 576 у 2009, 560 у 1999, 805 у 1989).